# Basketbol'nyj klub Krasnye Kryl'ja Samara 2012-2013
Questa voce raccoglie le informazioni riguardanti il Basketbol'nyj klub Krasnye Kryl'ja Samara nelle competizioni ufficiali della stagione 2012-2013.

## Stagione
La stagione 2012-2013 del Basketbol'nyj klub Krasnye Kryl'ja Samara è la 4ª nel massimo campionato russo di pallacanestro, la Professional'naya basketbol'naya liga.

## Roster
Aggiornato al 12 luglio 2020
| Krasnye Kryl'ja Samara 2012-13 | Krasnye Kryl'ja Samara 2012-13 |
| Giocatori                      | Staff tecnico                  |
| ------------------------------ | ------------------------------ |

| N. | Naz.                                                   | Ruolo | Nome                  | Anno | Alt.   | Peso   |  |
| -- | ------------------------------------------------------ | ----- | --------------------- | ---- | ------ | ------ |  |
| 4  | Stati Uniti (bandiera)                                 | AP    | Omar Thomas           | 1982 | 196 cm | 96 kg  |  |
| 4  | Russia (bandiera)                                      | C     | Nikita Ivanov         | 1991 | 205 cm | 113 kg |  |
| 5  | Russia (bandiera)                                      | P     | Vitalij Zuev          | 1989 | 183 cm | 84 kg  |  |
| 6  | Russia (bandiera)                                      | G     | Dmitrij Kulagin       | 1992 | 197 cm | 89 kg  |  |
| 6  | Russia (bandiera)                                      | A     | Vladimir Okorokov     | 1992 | 200 cm | 85 kg  |  |
| 7  | Russia (bandiera)                                      | G     | Viktor Zarjažko       | 1992 | 194 cm | 88 kg  |  |
| 8  | Stati Uniti (bandiera)                                 | AG    | Lamayn Wilson         | 1980 | 203 cm | 101 kg |  |
| 8  | Russia (bandiera)                                      | P     | Aleksej Točilkin      | 1994 | 197 cm | 90 kg  |  |
| 10 | Russia (bandiera)                                      | C     | Jurij Vasil'ev        | 1981 | 207 cm | 104 kg |  |
| 11 | Lituania (bandiera)                                    | C     | Tautvydas Lydeka      | 1983 | 208 cm | 115 kg |  |
| 11 | Russia (bandiera)                                      | AG    | Kemal' Velišaev       | 1993 | 202 cm | 90 kg  |  |
| 12 | Stati Uniti (bandiera)                                 | AC    | Andre Smith           | 1985 | 203 cm | 110 kg |  |
| 12 | Russia (bandiera)                                      | G     | Dmitrij Prichod'ko    | 1992 | 188 cm | 95 kg  |  |
| 13 | Stati Uniti (bandiera)                                 | G     | Tre Simmons           | 1982 | 196 cm | 93 kg  |  |
| 14 | Russia (bandiera)                                      | AC    | Anton Puškov          | 1988 | 208 cm | 93 kg  |  |
| 15 | Russia (bandiera)                                      | AG    | Nikita Balašov        | 1991 | 207 cm | 90 kg  |  |
| 15 | Russia (bandiera)                                      | G     | Nikita Makšev         | 1990 | 185 cm | 82 kg  |  |
| 16 | Russia (bandiera)                                      | AG    | Andrej Piterov        | 1994 | 202 cm | 100 kg |  |
| 17 | Russia (bandiera)                                      | PG    | Sergej Usenko         | 1992 | 195 cm | 80 kg  |  |
| 20 | Russia (bandiera)                                      | AC    | Aleksej Al'mušev      | 1990 | 199 cm | 96 kg  |  |
| 21 | Russia (bandiera)                                      | C     | Aleksej Fedorčuk      | 1986 | 208 cm | 110 kg |  |
| 21 | Russia (bandiera)                                      | C     | Aleksandr Prikazčikov | 1991 | 210 cm | 115 kg |  |
| 22 | Stati Uniti (bandiera) · Macedonia del Nord (bandiera) | AC    | Jeremiah Massey       | 1982 | 202 cm | 107 kg |  |
| 23 | Stati Uniti (bandiera)                                 | P     | DeJuan Collins        | 1976 | 188 cm | 85 kg  |  |
| 24 | Russia (bandiera)                                      | G     | Evgenij Kolesnikov    | 1985 | 195 cm | 93 kg  |  |
| 32 | Stati Uniti (bandiera)                                 | P     | Aaron Miles           | 1983 | 186 cm | 79 kg  |  |
| 33 | Lituania (bandiera)                                    | PG    | Rolandas Alijevas     | 1985 | 192 cm | 88 kg  |  |

| Allenatore                                                             |
| - Sergej Bazarevič                                                     |
| Assistente/i                                                           |
| - Russell Bergman Legenda - (C) Capitano - (IN) Inattivo - Infortunato |

## Mercato

### Sessione estiva
| Acquisti | Acquisti         | Acquisti             | Acquisti   | Acquisti |
| R.a      | Nome             | da                   | Modalità   |          |
| -------- | ---------------- | -------------------- | ---------- | -------- |
| G        | Tre Simmons      | Nymburk              | definitivo |          |
| AP       | Omar Thomas      | Stella Rossa         | definitivo |          |
| C        | Tautvydas Lydeka | V.L. Pesaro          | definitivo |          |
| G        | Dmitrij Kulagin  | Zenit S. Pietroburgo | definitivo |          |
| AC       | Andre Smith      | Juvecaserta          | definitivo |          |
| G        | Viktor Zarjažko  | Spartak Vidnoe       | definitivo |          |
| C        | Aleksej Fedorčuk | Free agent           | definitivo |          |
| P        | Vitalij Zuev     | Ataman               | definitivo |          |
| P        | Aleksej Točilkin | Avtodor Saratov      | definitivo |          |
| AG       | Kemal' Velišaev  | UNICS Kazan'         | definitivo |          |
| G        | Nikita Makšev    | Spartak Primor'e     | definitivo |          |
| AG       | Andrej Piterov   | Avtodor Saratov      | definitivo |          |

| Cessioni | Cessioni           | Cessioni          | Cessioni       | Cessioni |
| R.       | Nome               | a                 | Modalità       |          |
| -------- | ------------------ | ----------------- | -------------- | -------- |
| C        | Aleksandr Deduškin | UNICS Kazan'      | fine contratto |          |
| GA       | Dmitrij Domani     |                   | ritirato       |          |
| AG       | Dragan Labović     | Nižnij Novgorod   | fine contratto |          |
| G        | Brion Rush         | Élan Chalon       | fine contratto |          |
| C        | Fëdor Licholitov   | Free agent        | fine contratto |          |
| AP       | Jarvis Hayes       | Free agent        | fine contratto |          |
| AP       | Aleksej Surovcev   | Spartak Primor'e  | fine contratto |          |
| P        | Artur Urazmanov    | Dinamo Mosca      | fine contratto |          |
| G        | Alexandr Anisimov  | Novosibirsk       | fine contratto |          |
| AG       | Dmitrij Artešin    | Ural Ekaterinburg | fine contratto |          |
| G        | Maksim Kir'janov   | Revda             | fine contratto |          |

### Dopo l'inizio della stagione
| Acquisti | Acquisti        | Acquisti        | Acquisti        | Acquisti   |
| R.       | Nome            | da              | Data            | Modalità   |
| -------- | --------------- | --------------- | --------------- | ---------- |
| AC       | Jeremiah Massey | Free agent      | 7 novembre 2012 | definitivo |
| AC       | Anton Puškov    | Chimki          | 17 gennaio 2013 | definitivo |
| AG       | Lamayn Wilson   | Cap. de Arecibo | 2 marzo 2013    | definitivo |
| P        | DeJuan Collins  | Free agent      | 7 marzo 2013    | definitivo |

| Cessioni | Cessioni          | Cessioni       | Cessioni         | Cessioni       |
| R.       | Nome              | a              | Data             | Modalità       |
| -------- | ----------------- | -------------- | ---------------- | -------------- |
| PG       | Rolandas Alijevas | Šiauliai       | 29 dicembre 2012 | rescissione    |
| AC       | Jeremiah Massey   | Bamberger      | 31 dicembre 2012 | fine contratto |
| C        | Tautvydas Lydeka  | Lietuvos rytas | 20 febbraio 2013 | rescissione    |